# August Mau

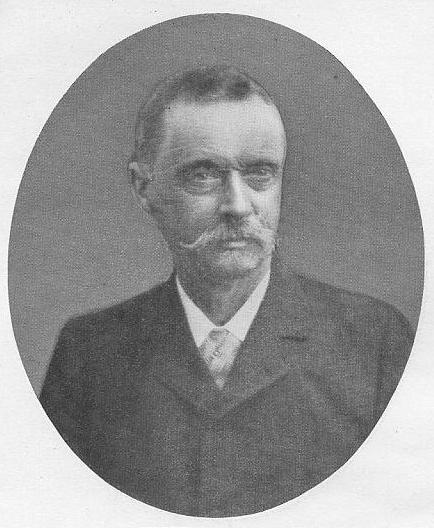

August Mau (Kiel, 15 oktober 1840 - Rome, 6 maart 1909) was een Duitse klassiek-archeoloog en een prominent kunsthistoricus bekend om zijn onderzoek te Pompeï naar Romeinse muurschilderingen, werkzaam bij het Deutsches Archäologisches Institut (DAI). Hij bestudeerde en classificeerde de Romeinse schilderingen, inzonderheid muurschilderingen d.i. fresco's, te Pompeï, de stad verwoest samen met de stad Herculaneum door de eruptie van de Vesuvius in 79. De schilderingen bevonden zich in uitmuntende staat vanwege het behoud door de vulkanische aslaag, die de stad bedekte. Mau verdeelde als eerste deze muurschilderingen onder in de vier Pompeïsche Stijlen, die sindsdien gelden als de algemene classificatie voor Romeinse fresco's van de republikeinse middenperiode tot ongeveer het einde van de eerste eeuw.

## Leven
August Mau was geboren in Kiel, zoon van de theologieprofessor Heinrich August Mau en zijn echtgenote Louise Mau, geb. von Rumohr. Hij studeerde klassieke filologie aan de Universiteit Kiel en daarna aan de Universiteit van Bonn. Na zijn promotie bij Otto Ribbeck in 1863 te Kiel was August Mau vervolgens als onderwijzer werkzaam, als laatste in Glückstadt vanaf 1863.
Om gezondheidsredenen gaf hij echter het leraarsambt op in 1869 en ging sinds 1872 in Rome wonen, alwaar hij vanaf 1873 als secretaris aan het Deutschen Archäologischen Institut (DAI) arbeidzaam werd. Mau superviseerde de zaakcatalogus van de omvangrijke instituutsbibliotheek en gaf deze uit in boekvorm. In 1894 werd hij correspondentielid van de DAI en hij werd tot correspondentielid der Göttinger Akademie der Wissenschaften gekozen in hetzelfde jaar.
Maus wetenschappelijke hoofdinteresses lagen vooral bij Pompeï, waar hij lange tijd elke zomer als vaste gast verbleef in het eenvoudige Albergo il Sole; allereerst bij de Pompeïsche inscripties, dan vooral bij de muurschilderkunst, waarbij hij op het eerdere onderzoek van Wolfgang Helbig en Giuseppe Fiorelli voortbouwde. Als eerste deelde hij de historische ontwikkeling der Pompeïsche muurschilderkunst in vier verschillende stijlperioden in. Hij beklemtoonde de zelfstandigheid van de Romeinse kunst tegenover de Griekse. Mau bracht ook onderzoekartikelen uit, onder meer jaarverslagingen van de opgravingen in Pompeï, en een verhandeling voor een algemeen publiek, Pompeji in Leben und Kunst (1900, tweede druk 1908), dat als standaardwerk gold. Andere werken van zijn hand zijn Geschichte der dekorativen Wandmalerei in Pompeji (1882) en Führer durch Pompeji (vijfde druk 1910). Samen met Karl Zangemeister  bezorgde hij het tweede deel van het supplement op de vierde band van het Corpus Inscriptionum Latinarum (1909).
Mau leefde als flamboyante, teruggetrokken man, die graag wetenschappelijke onderzoekers van dienst was. Hij overleed te Rome in 1909.
- Bibsys: 90641952
- Biblioteca Nacional de España: XX1797606
- Bibliothèque nationale de France: cb10221587f (data)
- Catàleg d'autoritats de noms i títols de Catalunya: 981058604751306706
- CiNii: DA03511516
- Gemeinsame Normdatei: 11684244X
- International Standard Name Identifier: 0000 0001 2124 8804
- Library of Congress Control Number: n85830679
- Nationale Bibliotheek van Letland: 000290236
- Nationale Bibliotheek van Tsjechië: mub20231193282
- Nationale bibliotheek van Australië: 35335480
- Nationale Bibliotheek van Israël: 987007280169505171
- Nationale Bibliotheek van Polen: a0000002682108
- Nationale en Universitaire bibliotheek Zagreb: 000294077
- Nederlandse Thesaurus van Auteursnamen: 069492468
- Réseau des bibliothèques de Suisse occidentale: 02-A003574115
- Istituto Centrale per il Catalogo Unico: PALV026181
- SNAC: w6k481cv
- Système universitaire de documentation: 083699473
- Trove: 916023
- Virtual International Authority File: 25364341
- WorldCat: E39PBJvH8myPjrHv3gPpDtDH4q